# Walter MacNutt
Walter Louis MacNutt (* 2. Juni 1910 in Charlottetown; † 10. August 1996 in Toronto) war ein kanadischer Organist, Komponist, Chorleiter und Musikpädagoge.

## Leben
McNutt studierte am Toronto Conservatory of Music bei Healey Willan (Orgel und Komposition) und Reginald Godden (Klavier). Er wirkte als Organist und Chorleiter an der Trinity Church in Barrie (1931–35) und an der Holy Trinity Church in Toronto (1935–42). Bis 1946 war er Saxophonist in einem Regimentsorchester der kanadischen Armee auf Prince Edward Island und spielte Orgel an der  St. Peter’s Pro-Cathedral in Charlottetown. Nach dem Krieg war er Kirchenmusiker an der All Saints’ Church in Winnipeg (1946–49), der All Saints’ Church in Windsor/Ontario (1948–53), wo er auch zwei Jahre lang die Windsor Singers bei Rundfunkproduktionen der CBC leitete, und schließlich an der St Thomas’ Church in Toronto (1954–77).
Neben Orgelstücken und Chorwerken komponierte McNutt u. a. eine Klaviersuite (1938), für die er den Ersten Preis für Komposition der Vogt Society erhielt, zwei Missae breves (1962 und 1965) und eine Mass of St. James (1974). Unter seinen Liedern wurden besonders Vertonungen von Gedichten William Blakes und Take Me to a Green Isle von H. E. Foster bekannt.